# قلعة مارد
قلعة مارد هي قلعة تاريخية حربية تقع بمدينة دومة الجندل بمنطقة الجوف، وتبعد عن مدينة سكاكا حوالي 50 كم، ويعود تاريخها إلى القرن الأول الميلادي، وأقدم ذكر لها يعود للقرن الثالث الميلادي حيث ذكرتها الملكة الزباء (240 - 274) حينما غزت دومة الجندل وتيماء ولم تستطع اقتحام القلعة فقالت: «تمرد مارد وعز الأبلق».

## الموقع والتسمية
تقع القلعة على ربوة ارتفاعها 620 م تقريباً فوق سطح البحر، وتطل على مدينة دومة الجندل التابعة لمنطقة الجوف من الجهة الغربية، وهو ما ساهم في قوة تحصينها حيث يستطيع المطل من القلعة أن يشرف على جميع أجزاء البلدة ويرى القادم إليها من مسافات بعيدة. سميت قلعة مارد بهذا الاسم لتمردها واستعصائها على من يحاول اقتحامها كما ذكر ياقوت الحموي.

## تاريخ القلعة
استخدم المبنى مقراً وقصر للحكم، أما فيما يخص أقدم ذكر للقلعة فيعود لزنوبيا ملكة تدمر في القرن الثالث الميلادي 267-272م، عندما غزت دومة الجندل ولكنها فشلت في اقتحام قلعة مارد واتجهت إلى تيماء ولكنها أيضا لم تستطع اقتحامها فقالت مقولتها الشهيرة:(تمرد مارد وعز الأبلق) إلا أن الدلائل الأثرية ومن خلال المجسمات التي أجريت داخل القلعة وخارجها تظهر أنها استخدمت في الفترة النبطية أو أن أجزاء منها بنيت في هذه الفترة واستمر استخدامها في صدر الإسلام حتى الفترات الحديثة.

## وصف القلعة والتنقيب
1. القلعة مستطيلة الشكل في الأصل لكنها الآن بيضاوية الشكل، ويمكن الدخول إليها من مدخلين رئيسيين أحدهم في جنوب القلعة والآخر في الشمال بجانب البرج، وتتكون القلعة من طابقين حيث بني السفلي من الحجارة والعلوي من الطين كما توجد أربعة أبراج مخروطية الشكل استحدثت في أزمنة مختلفة بارتفاع 12 متر تقريباً، ويوجد بداخل القلعة بئران وتضم طوابقه غرفاً للحرس والرماية والمراقبة، ويحيط بالقلعة سور كبير من الحجر بهِ العديد من الفتحات للمراقبة، وللسور مدخلان الأول من جهة الجنوب والآخر من جهة الشمال، كما يحتاج زائر القلعة إلى نصف ساعة للصعود إلى أعلى القلعة عبر درج يضم 1000 درجة ملتوية.[6]

ويوجد في القلعة أربعة أبراج مخروطية الشكل في جهاته الأربع وبفناء الحصن مجموعة من الغرب الطينية تقع في الجهة الشمالية الشرقية والجنوبية الشرقية التي تستخدم في بنائها الطوب اللبن وهي من المباني المضافة وفي الجهة الشمالية الغربية يوجد مبنى من الحجر مكون من دورين، والحصن مبني من الحجر (الجندل)، أما المباني الطينية في الأجزاء العلوية منه سواء على الجدران الداخلية أو الخارجية أو الاأراج فهي من المباني المضافة إلى القلعة.
أثبتت أعمال الحفر في قلعة مارد -داخل القلعة وخارجها- أن القلعة تعود إلى العصر النبطي؛ حيث أسفرت عمليات الحفر عن وجود طبقات أثرية وكسر فخارية تعود للعصر النبطي، إلى جانب عدد من المعثورات والاكتشافات الأثرية التي تؤرخ للعصر النبطي، وهي:
- أساسات قلعة مارد الضخمة.
- طبقات أثرية نبطية في أنحاء مختلفة من دومة الجندل
- مجموعة من المقابر النبطية الجماعية في موقع يسمى (الصنيميات) الواقع غرب دومة الجندل.
- بقايا سور قلعة مارد.[8]

أعيد بناء بعض أجزاء القلعة بين سنتي 1416 للهجرة و1423 للهجرة. إضافة إلى مشروع ترميم للمسجد يشمل أجزاء من حي الدرع، تضمن تركيب مبان حجرية وترميم شروخ الواجهات والمدخل والممرات، وتركيب أسقف خشبية من جذوع الأثل في الممرات وطبقات عازلة للرطوبة.
وفي سنة 1976 كشفت الحفريات وعمليات التنقيب عن خزفيات نبطية ورومانية تعود للقرن الميلادي الأول والثاني. وقامت فرقة تنقيب بالانتهاء من التنقيب في شرق القلعة والسور.
1. القلعة مستطيلة الشكل في الأصل لكنها الآن بيضاوية الشكل، ويمكن الدخول إليها من مدخلين رئيسيين أحدهم في جنوب القلعة والآخر في الشمال بجانب البرج، وتتكون القلعة من طابقين حيث بني السفلي من الحجارة والعلوي من الطين كما توجد أربعة أبراج مخروطية الشكل استحدثت في أزمنة مختلفة بارتفاع 12 متر تقريباً، ويوجد بداخل القلعة بئران وتضم طوابقه غرفاً للحرس والرماية والمراقبة، ويحيط بالقلعة سور كبير من الحجر بهِ العديد من الفتحات للمراقبة، وللسور مدخلان الأول من جهة الجنوب والآخر من جهة الشمال، كما يحتاج زائر القلعة إلى نصف ساعة للصعود إلى أعلى القلعة عبر درج يضم 1000 درجة ملتوية.[6]

ويوجد في القلعة أربعة أبراج مخروطية الشكل في جهاته الأربع وبفناء الحصن مجموعة من الغرب الطينية تقع في الجهة الشمالية الشرقية والجنوبية الشرقية التي تستخدم في بنائها الطوب اللبن وهي من المباني المضافة وفي الجهة الشمالية الغربية يوجد مبنى من الحجر مكون من دورين، والحصن مبني من الحجر (الجندل)، أما المباني الطينية في الأجزاء العلوية منه سواء على الجدران الداخلية أو الخارجية أو الأدراج فهي من المباني المضافة إلى القلعة.
أثبتت أعمال الحفر في قلعة مارد -داخل القلعة وخارجها- أن القلعة تعود إلى العصر النبطي؛ حيث أسفرت عمليات الحفر عن وجود طبقات أثرية وكسر فخارية تعود للعصر النبطي، إلى جانب عدد من المعثورات والاكتشافات الأثرية التي تؤرخ للعصر النبطي، وهي:
- أساسات قلعة مارد الضخمة.
- طبقات أثرية نبطية في أنحاء مختلفة من دومة الجندل
- مجموعة من المقابر النبطية الجماعية في موقع يسمى (الصنيميات) الواقع غرب دومة الجندل.
- بقايا سور قلعة مارد.[8]

أعيد بناء بعض أجزاء القلعة بين سنتي 1416 للهجرة و1423 للهجرة. إضافة إلى مشروع ترميم للمسجد يشمل أجزاء من حي الدرع، تضمن تركيب مبان حجرية وترميم شروخ الواجهات والمدخل والممرات، وتركيب أسقف خشبية من جذوع الأثل في الممرات وطبقات عازلة للرطوبة.
وفي سنة 1976 كشفت الحفريات وعمليات التنقيب عن خزفيات نبطية ورومانية تعود للقرن الميلادي الأول والثاني. وقامت فرقة تنقيب بالانتهاء من التنقيب في شرق القلعة والسور.

## الصور

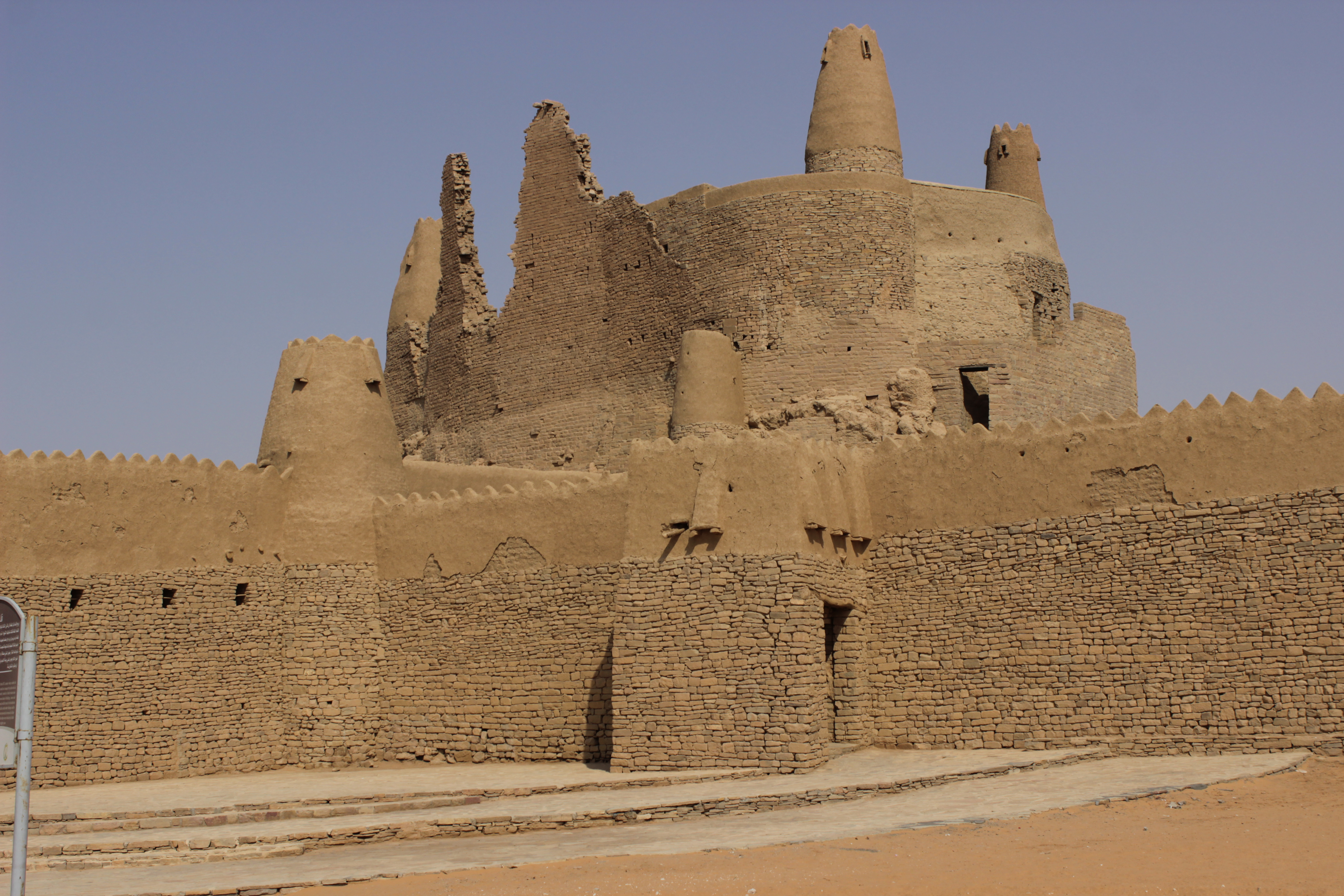
مدخل القلعة من الخارج
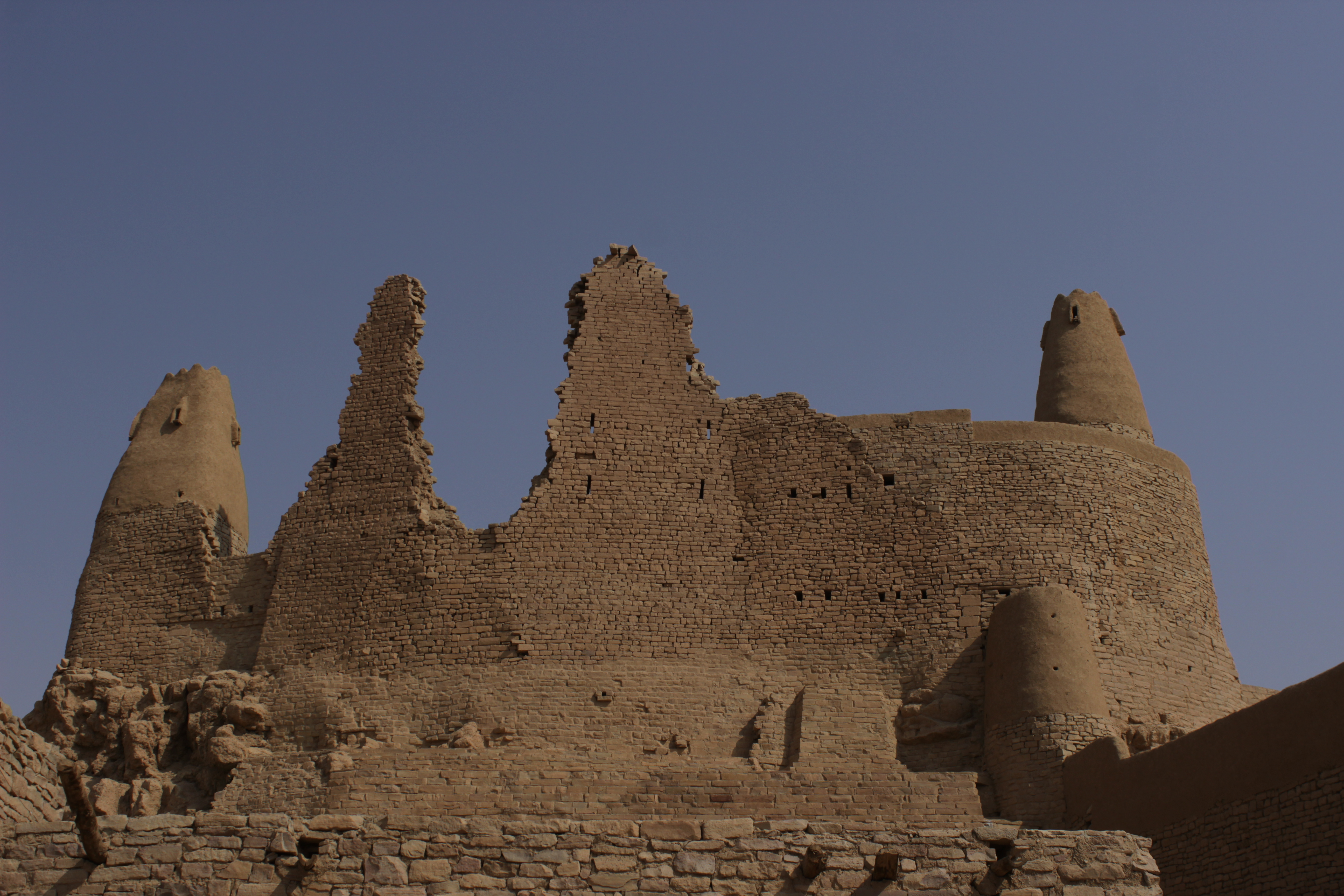
لقطة لأحد جوانب القلعة
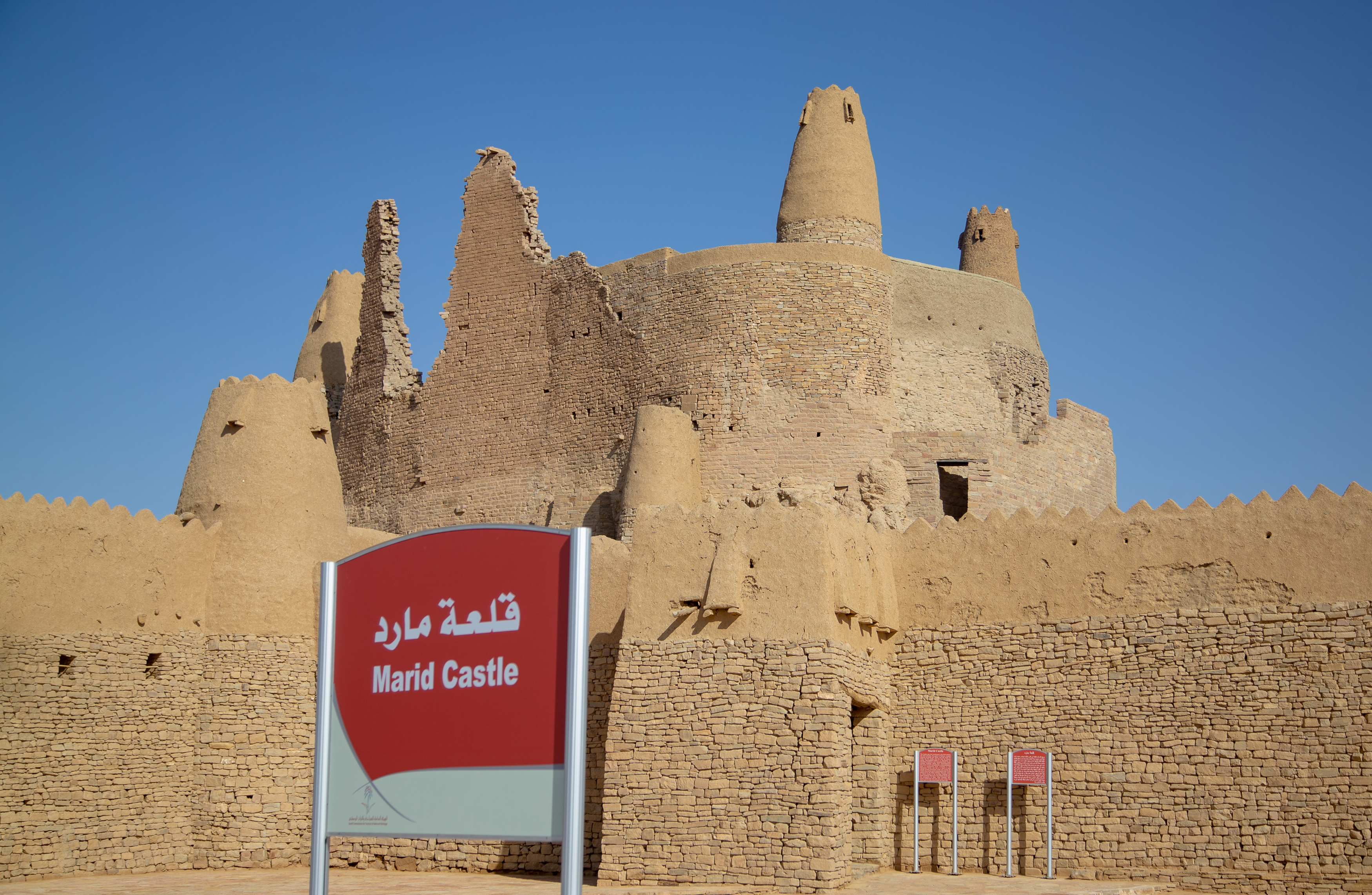
خارج أسوار القلعة
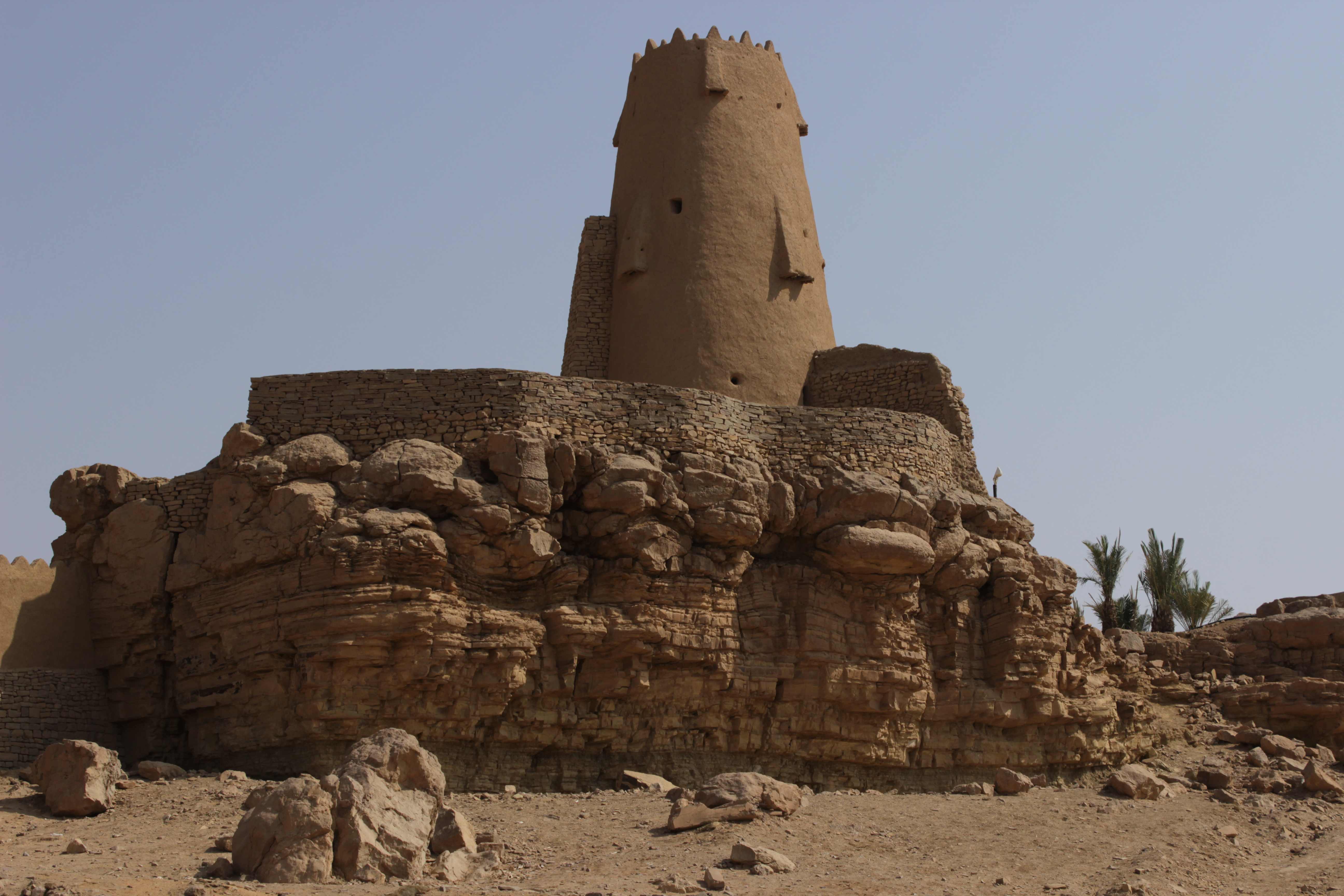
صورة من الخلف لقلعة مارد
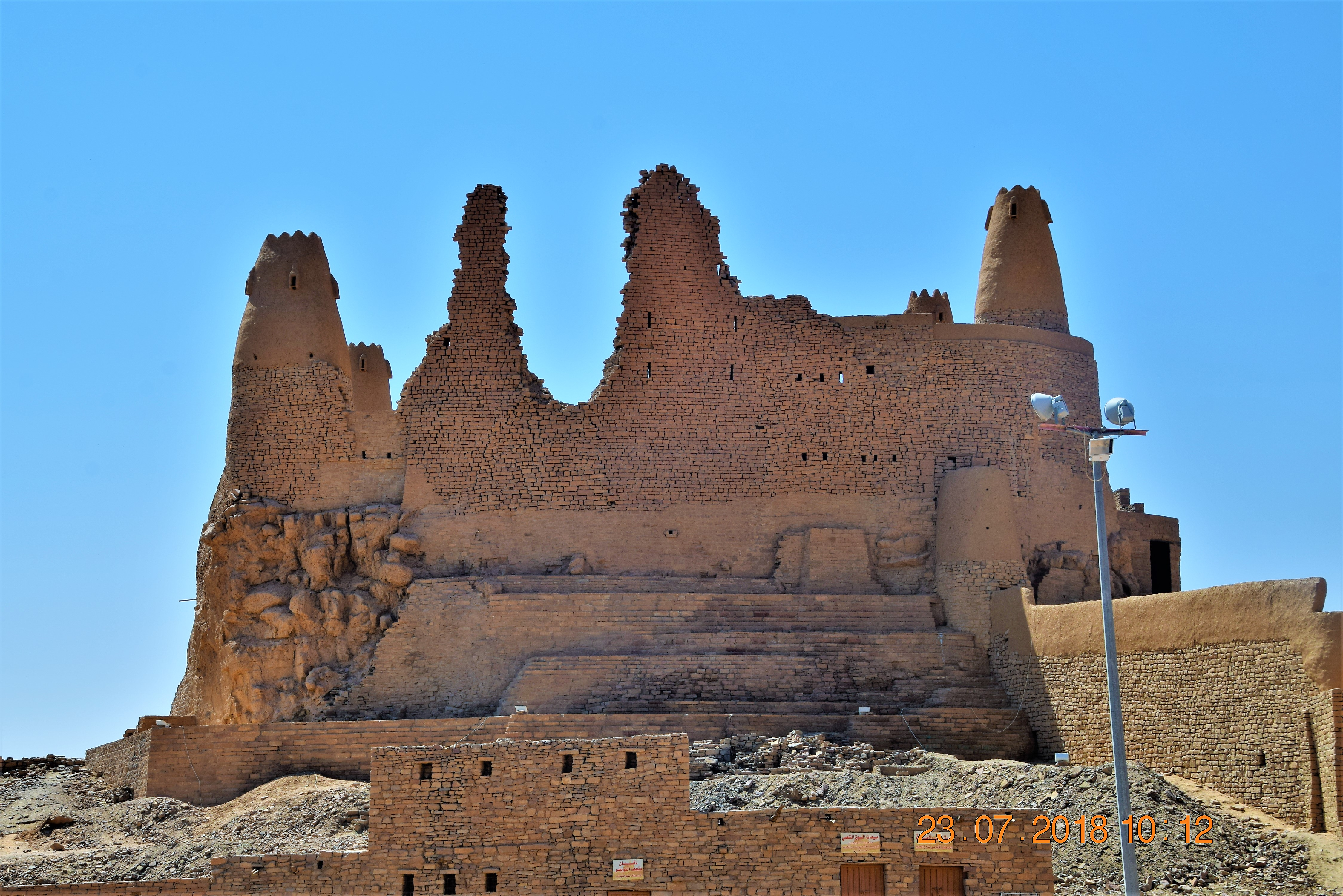
صورة حديثة للقلعة
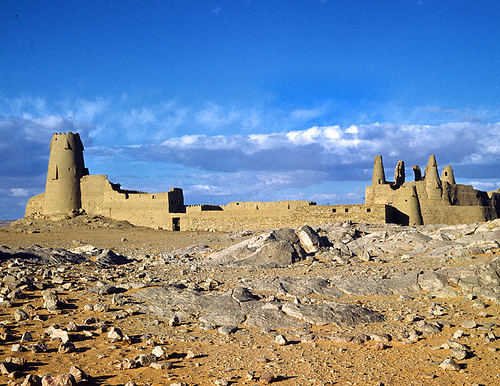
في عام 1949م
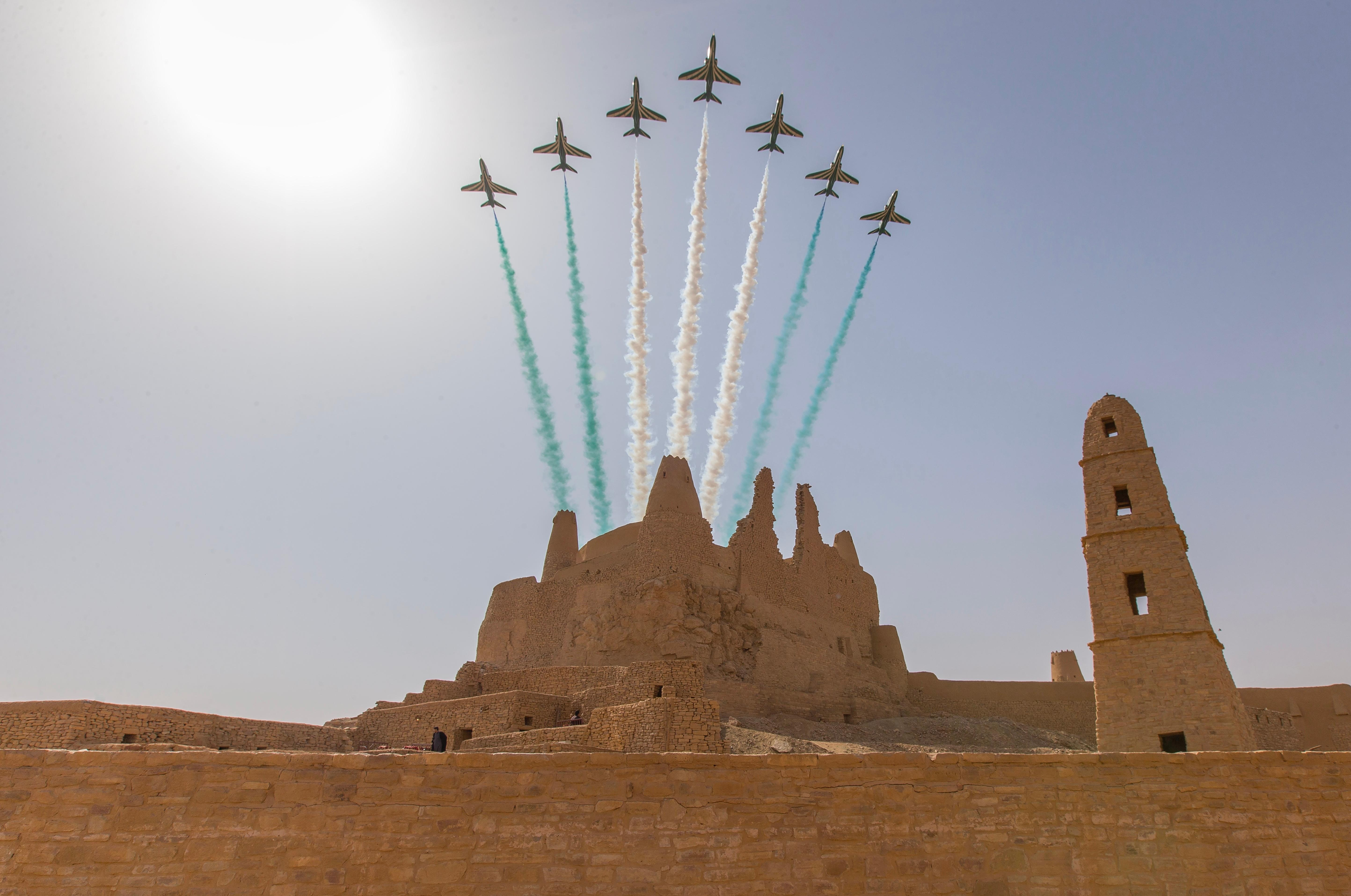
طائرات تزين سماء قلعة مارد الأثرية

## وصلات خارجية
- قلعة «مارد».. حكايات وأسرار حقب ما قبل الميلاد